# Конституційна печера
Конституційна (рос. Конституционная) — печера в Архангельській області, на Біломорсько-Кулойському плато європейської півночі Росії. Карстова печера горизонтального типу простягання. Загальна протяжність — 6130 м. Глибина печери становить 29 м. Категорія складності проходження ходів печери — 3Б.